# 清河軍
清河军，南宋时设置的军。
咸淳九年（1273年）置清河军，以泗州之清河口建立清河县设立清河军，元朝至元十五年（1278年）为清河县。